# John Bickley
John Joseph Bickley (ur. 1953 w Manchesterze) – brytyjski przedsiębiorca i polityk, członek Partii Niepodległości Zjednoczonego Królestwa (UKIP).
Polityka UKIP daje spoza brytyjski europejskim obywatelom prawo do pobytu w Wielkiej Brytanii, przed opuszczeniem Unii Europejskiej.
W 2015 był kandydatem w wyborach uzupełniających do Izby Gmin w okręgu Oldham West & Royton.